# Клёнов, Александр Владимирович
Александр Владимирович Клёнов (1896, Москва, СССР — 1971, там же, СССР) — советский библиотековед и педагог, Кандидат педагогических наук.

## Биография
Родился в 1896 году в Москве. Сразу же после окончания средней школы поступил на историко-филологический факультет МГУ, который окончил спустя 5 лет, после чего посещал ряд библиотечных курсов и семинаров. С 1919 года работал в области библиотечного дела. В 1932 году устроился на работу в МГБИ  и МГПИ, где преподавал библиотечные дисциплины вплоть до своей смерти. Являлся одним из крупнейших фигур в области библиотековедения и специалистом в области техники работы массовой библиотеки, также являлся родоначальником централизованной каталогизации в СССР. Принимал активное участие в библиотечных конференциях и форумах, где неоднократно выступал с докладами.
Скончался в 1971 году в Москве.

## Научные работы
Основные научные работы посвящены развитию библиотечных каталогов. Автор свыше 60 научных работ, пособий и практических руководств. Ряд научных работ были переведены на иностранные языки и изданы за рубежом.
- Написал 7 статей по библиотечному делу для 2-го издания БСЭ.

## Членство в обществах
- Член Межведомственной каталогизационной комиссии.
- Член научного общества при МГУ
- Член Русского библиографического общества.